# FC Veris Chișinău
Football Club Veris Chișinău (russisch футбольный клуб Верис Кишинёв) ist ein moldauischer Fußballverein in Chișinău und spielt in der moldauischen 3. Liga.

## Geschichte
Nach der Gründung spielte das Team in der Divizia B Nord (3. Liga) und beendete sie verlustpunktfrei mit 60 Punkten aus 20 Spielen. Ein Jahr später folgte der Durchmarsch mit 10 Punkten Vorsprung in die 1. Liga. Das Team erreichte hier den 3. Platz und konnte sich somit für die UEFA Europa League qualifizieren. Torjäger Viorel Frunză erzielte in der Saison 2013/14 in 18 Spielen 29 Tore.
Am 4. Dezember 2014, ein Tag nach dem verlorenen Pokal-Viertelfinale gegen Sheriff Tiraspol (0:1) zog sich die Mannschaft aus der Divizia Națională zurück. Veris wurde zurückversetzt in die 3. Liga und kann frühestens nach drei Jahren wieder erstklassig spielen. 

## Erfolge
- Moldauischer Pokal
  - Finalist 2012/13

## Vergangene Spielzeiten
| Saison  | Liga | Platz | S  | U | N | Tore   | Pkt. |
| ------- | ---- | ----- | -- | - | - | ------ | ---- |
| 2011/12 | 3.   | 1.    | 20 | 0 | 0 | 084:2  | 60   |
| 2012/13 | 2.   | 1.    | 24 | 2 | 2 | 103:5  | 74   |
| 2013/14 | 1.   | 3.    | 21 | 8 | 8 | 074:25 | 71   |
| 2014/15 | 1.   | 10.   | 0  | 0 | 0 | 0      | 0    |

## Europapokalbilanz
| Saison  | Wettbewerb         | Runde                  | Gegner         | Gesamt | Hin     | Rück    |
| ------- | ------------------ | ---------------------- | -------------- | ------ | ------- | ------- |
| 2014/15 | UEFA Europa League | 1. Qualifikationsrunde | Litex Lowetsch | 0:3    | 0:0 (H) | 0:3 (A) |

Gesamtbilanz: 2 Spiele, 1 Unentschieden, 1 Niederlage, 0:3 Tore (Tordifferenz −3)